# Dereliktion
Dereliktion (von lat. de = „von, weg“ und relinquere = „verlassen, zurücklassen“) bezeichnet als Rechtsbegriff die Aufgabe des Besitzes an einer Sache in der erkennbaren Absicht der Preisgabe des Eigentums durch den Eigentümer.

## Deutschland

### Bewegliche Sachen

#### Grundzüge
Die Dereliktion geschieht nach deutschem Sachenrecht bei beweglichen Sachen gemäß § 959 BGB durch Besitzaufgabe mit dem Willen, das Eigentum erlöschen zu lassen. Die Sache wird dadurch herrenlos, so dass sie jeder okkupieren beziehungsweise sich aneignen kann. Es hängt von den Umständen des Einzelfalls ab, ob aus einer Besitzaufgabe auf den Verzichtswillen geschlossen werden kann. Das deutsche Abfallrecht erklärt im Kreislaufwirtschaftsgesetz Dinge, derer sich ihr Besitzer entledigt, entledigen will oder entledigen muss, d. h. die tatsächliche Sachherrschaft über sie unter Wegfall jeder weiteren Zweckbestimmung aufgibt, zu Abfall.
Dies gilt auch, wenn der Besitzer Stoffe oder Gegenstände einer Abfallverwertung oder -beseitigung zuführt. Jedoch ist umstritten, ob die Bereitstellung von Gegenständen für den Sperrmüll zu einer Dereliktion führt. Für den Standardfall wird dies von der herrschenden Meinung bejaht, teilweise wird auf den Einzelfall abgestellt und zur Zurückhaltung bei der Annahme einer auf Dereliktion gerichteten Erklärung gemahnt. Hier sind zudem, soweit vorhanden, Abfallsatzungen zu beachten, in denen gegebenenfalls originärer Eigentumserwerb des Entsorgungsträgers durch Aneignung des bereitgestellten Abfalls geregelt sein kann.
Bei persönlichen Gegenständen wie Tagebüchern, persönlichen Notizen oder selbstgemalten Bildern eines Malers wird ein Wille (zum Eigentumsübergang) zur Vernichtung und nicht zur Eigentumsaufgabe angenommen. Ebenso falls ein Supermarkt Lebensmittel in einem verschlossenen Container zur Abholung durch ein Entsorgungsunternehmen bereitstellt (vergleiche Containern).
Ein anderes Beispiel ist die Eigentumsaufgabe von zur Mitführung nicht gestatteten Gegenständen vor einer Sicherheitskontrolle am Flughafen. Typischerweise steht dort ein Behälter, in welchem beispielsweise Flaschen o. ä. entsorgt werden können. Am Flughafen Frankfurt sind die Behälter mit Eigentumsaufgabe, § 959 BGB beschriftet, am Flughafen Stuttgart mit Eigentumsaufgabe nach § 959 BGB.

#### Minderjährige
Bei der Dereliktion durch Minderjährige ist umstritten, ob die Dereliktion einen Realakt oder eine nicht empfangsbedürftige Willenserklärung gemäß § 111 BGB darstellt. Sofern letzterer Meinung gefolgt wird, wäre diese Willenserklärung als rechtlich nachteilig zu erachten, da der Minderjährige die Rechtsposition des Eigentums verliert; fehlt in diesem Zusammenhang die Einwilligung des gesetzlichen Vertreters (Eltern), ist die Erklärung unwirksam und die Sache würde im Eigentum des Minderjährigen verbleiben. Sie wäre lediglich besitzlos geworden. Das Gleiche gilt bei rechtlichen Betreuungen, soweit für die Vermögenssorge ein Einwilligungsvorbehalt besteht und der Betreuer nicht einwilligt.

#### Tiere, insbesondere Haustiere
Das Bundesverwaltungsgericht hat mit Urteil vom 26. April 2018, die Besitzaufgabe (§ 959 BGB) an einem Hund wegen Verstoßes gegen ein gesetzliches Verbot (hier § 3 Nr. 3 Tierschutzgesetz) gemäß § 134 BGB als nichtig erklärt, soweit der Hund dadurch herrenlos und unversorgt würde.

### Immobilien
Die Dereliktion eines Grundstücks (bebaut oder unbebaut, nicht jedoch einer Eigentumswohnung) kann gemäß § 928 BGB durch Erklärung gegenüber dem Grundbuchamt erfolgen und im Grundbuch eingetragen werden. In diesem Fall ist allein der Fiskus (konkret: das jeweilige Bundesland) berechtigt, jedoch nicht verpflichtet, sich das herrenlose Grundstück anzueignen. Erklärt das Land den Verzicht auf dieses Recht, kann ein Dritter sich das Eigentum anschließend durch (gemäß § 29 GBO formbedürftige) Erklärung gegenüber dem Grundbuchamt aneignen. Die Aneignung wird durch Eintragung im Grundbuch wirksam. Gibt das Land keine Erklärung gegenüber dem zuständigen Grundbuchamt ab (was der Regelfall ist), bleibt das Grundstück herrenlos, das Aneignungsrecht zugunsten des Landes aber bleibt bestehen. Das Aneignungsrecht kann durch gesiegelte Erklärung (§ 29 Abs. 3 GBO) der zuständigen Landesbehörde Dritten übertragen werden. Bei überschuldeten Grundstücken kann (und wird in der Praxis) das Land gegenüber dem Grundbuchamt den Verzicht auf das Aneignungsrecht erklären.
Durch Dereliktion wird der ehemalige Eigentümer prinzipiell frei von allen Lasten, die an das Eigentum gebunden sind. Andere Rechte und Verpflichtungen (Schulden, die z. B. durch ein Pfandrecht auf die Liegenschaft abgesichert wurden) bleiben bestehen und das Vereiteln einer Zwangsvollstreckung (z. B. bei Hypotheken) ist strafbar (§ 288 dtStGB, § 162 öStGB). Dereliktion ist damit kein Mittel, sich von Schulden zu befreien. Er ist jedoch im Rahmen seiner polizeirechtlichen Zustandsstörerhaftung weiter verantwortlich für Gefahren, die vom Grundstück ausgehen. Die Zustandsstörerhaftung ist allerdings auf das zumutbare Maß begrenzt. Eine Inanspruchnahme des ehemaligen Eigentümers eines Grundstücks kann auch dann unzumutbar sein, wenn eine Gefahrenlage erst nach Eigentumsaufgabe entsteht. Weiterhin haftet er aufgrund § 4 Abs. 3 Satz 4 Halbsatz 2 BBodSchG für die Kosten einer gegebenenfalls notwendigen Dekontamination. Dingliche Rechte am Grundstück (z. B. Grundschulden) bleiben auch durch eine Eigentumsaufgabe unberührt.